# Yuri Ahronovich
Yuri Ahronovich, in russo Юрий Михайлович Аронович?, Jurij Michajlovič Aronovič, (Leningrado, 13 maggio 1932 – Colonia, 31 ottobre 2002), è stato un direttore d'orchestra israeliano di origine russa.

## Biografia
Ha studiato musica e violino dall'età di 4 anni.
Nel 1954 si è laureato direttore d'orchestra presso il Conservatorio di Leningrado. Ha studiato con Nathan Rachlin e Kurt Sanderling. In seguito, ha diretto numerose orchestre, quali la Orchestra Filarmonica di Leningrado e l'Orchestra del Teatro Bol'šoj di Mosca.
Nel 1964 è stato nominato direttore principale dell'orchestra sinfonica di Radio Mosca, dove è rimasto fino al 1972.
Nel 1972 emigra in Israele, e viene immediatamente invitato a dirigere e a effettuare tournée con diverse orchestre, tra le quali la London Symphony Orchestra, Israel Philharmonic, Wiener Symphonische Orchester, Tokyo Yomiuri, l'Orchestra filarmonica della Scala ed altri importanti complessi orchestrali.
Tra il 1975 e il 1986 è stato direttore principale della Filarmonica di Colonia (Guerzenich).
Dal 1982 al 1987 è stato direttore principale della Filarmonica di Stoccolma.
È stato contemporaneamente direttore musicale d'opera e di importanti teatri dell'opera
- la Royal Opera House al Covent Garden di Londra
- il Lyric Opera di Chicago
- il Regio Teatro d'Opera di Stoccolma
- il Teatro dell'Opera di Colonia
- il Teatro dell'Opera di Stato Bavarese di Monaco di Baviera.

Ha inoltre registrato alcune prime esecuzioni mondiali, principalmente con la London Symphony, la Filarmonica di Stoccolma e la Wiener Symphonische Orchester.
È stato membro della Regia Accademia Svedese di Musica dal 1984.
Infine, Ahronovich è stato direttore d'orchestra presso numerosi festival internazionali di musica, come quelli tenutisi a Bergen, Bregenz, Isole Canarie, Florida, Israele, Locarno, Lucerna, Monaco di Baviera, Savonnlina, Spoleto, Stresa e Verona.
Ha condotto il suo ultimo concerto con l'Orchestre de Paris nell'ottobre 2002.

## Premi e riconoscimenti
Nel 1987 ha ottenuto dal Re di Svezia l'onorificenza di Commendatore dell'Ordine Regio della Stella Polare.
Nel 1988, a Gerusalemme, ha ricevuto il premio Ettinger per le arti.
In Italia ha ricevuto il premio Arca d'Oro 1991 dal quotidiano La Stampa e dall'Università di Torino.